# Giorgio Gaber
Giorgio Gaber, (Milánó, 1939. január 25. – 2003. január 1.) olasz énekes-zeneszerző, színész és színpadi szerző (eredeti nevén Giorgio Gaberscik). 

## Pályafutása
Egy alsó középosztálybeli, Goriziából származó szlovén családban született. Kiváló gitáros volt, és 1958-ban ő és Luigi Tenco szerezte az első olasz rockdalok egyikét, a Ciao ti diro-t Elvis Presley Jailhouse Rock-ja hatására, melyet Adriano Celentano vitt sikerre. Mivel akkor még egyikük sem voltak tagja az Olasz Szerzők és Kiadók Társaságának (Italian Society of Authors and Editors), ezért szerzőként Girogo Calabrését és Gianpiero Reverberit jelölték meg.